# Markur śruborogi
Markur śruborogi, dawniej także: markur lub koza śruboroga (Capra falconeri) – gatunek ssaka z rodziny wołowatych, blisko spokrewniony z kozą domową. W kłębie osiąga wysokość 80–100 cm, tułów wraz z głową osiąga długość 1,4–1,8 m, zaś ogon ok. 8–14 cm. Samce osiągają wagę do 110 kg, natomiast samice do 40 kg. Markury śruborogie zamieszkują góry w północno-wschodnim Afganistanie, północnych Indiach (stan Dżammu i Kaszmir), południowo-zachodnim Tadżykistanie, południowym Uzbekistanie oraz w północnym i środkowym Pakistanie. Międzynarodowa Unia Ochrony Przyrody zaliczyła markury do gatunków bliskich zagrożenia wymarciem i umieściła je w kategorii NT (near threatened). Szacunkowe dane mówią o łącznej liczebności wszystkich populacji na poziomie 9700 osobników, w tym około 5800 dorosłych.

## Systematyka
Markur śruborogi obejmuje trzy podgatunki:
- markur śruborogi – C. f. falconeri (Wagner, 1839) – Afganistan, Indie, Pakistan[2],
- markur tadżycki – C. f. heptneri (Zalkin, 1945) – Tadżykistan, Uzbekistan, Afganistan, Turkmenistan[2],
- markur kabylski – C. f. megaceros (Hutton, 1842) – Afganistan, Pakistan[2].

## Nazwa zwyczajowa
W polskiej literaturze zoologicznej dla oznaczenia gatunku używane były nazwy zwyczajowe „markur” lub „koza śruboroga”. Jednak w wydanej w 2015 roku przez Muzeum i Instytut Zoologii Polskiej Akademii Nauk publikacji „Polskie nazewnictwo ssaków świata” gatunkowi przypisano oznaczenie markur śruborogi.

## Budowa ciała
Wysokość w kłębie osiąga 80–100 cm, tułów wraz z głową osiąga długość 1,4–1,8 m, zaś ogon ok. 8–14 cm. Masa ciała samców do 110 kg, natomiast samic do 40 kg. Zwierzęta obu płci mają duże rogi, skręcone spiralnie 2 lub 3-krotnie. Poroże osiąga 70 cm długości. Wybarwienie sierści jest zmienne: w zimie szare, a latem rudawo-piaskowe. Dorosłe samce wyróżniają się dłuższymi włosami na brodzie – ich „broda” może osiągać 25 cm długości.

## Tryb życia
Markury śruborogie żyją w stadach liczących 3–5 osobników, ale w okresie godowym łączą się w większe stada. Okres rozrodczy zaczyna się w listopadzie. Po ciąży trwającej około 180 (lub 135–170) dni rodzi się jedno lub dwoje młodych. Młode osiągają dojrzałość płciową w trzecim roku życia (lub w 18–30 miesiącu). Markury śruborogie osiągają wiek 12–13 lat.

## Biotop
Markury śruborogie zamieszkują tereny górskie, na wysokości od 1500 do 2500 m n.p.m. (według IUCN 600–3600 m n.p.m.). Wybierają gęstwiny leśne, ale przebywają także na odkrytych trawiastych i skalistych zboczach gór. Rzadko zapuszczają się na tereny położone powyżej strefy porośniętej drzewami. Siedliska porastają: dęby (dąb ostrolistny), sosny (np. sosna Gerarda), jałowce (np. Juniperus macropoda), cedry (np. Cedrus deodora), świerki (świerk himalajski), jałowce (Juniperus seravschanica), (Juniperus semiglobosa), klony (Acer regelii, Acer turkestanicum),  jodły (Abies spectabilis, Abies pindrow), judaszowce (Cercis griffithii), migdałowce (Amygdalus bucharica), a także pistacje (pistacja właściwa),  róże (Rosa kokanica), wiciokrzewy 
(Lonicera nummulariifolia) i irgi.

## Rozmieszczenie geograficzne
Markury śruborogie zamieszkują góry w północno-wschodnim Afganistanie, północnych Indiach (stan Dżammu i Kaszmir), południowo-zachodnim Tadżykistanie, południowym Uzbekistanie oraz w północnym i środkowym Pakistanie.